# Heleophryne rosei
Heleophryne rosei es una especie de anfibio anuro de la familia Heleophrynidae.

## Distribución geográfica
Esta especie es endémica de la Provincia del Cabo Occidental en Sudáfrica. Habita entre los 240 y 1060 m sobre el nivel del mar en las laderas de la Montaña de la Mesa.

## Descripción
Las hembras son más grandes que los machos con una longitud desde la cabeza a la cola de 60 mm contra los 50 mm para los machos. 
La pigmentación de los adultos está manchada, con manchas de púrpura a marrón rojizo sobre un fondo verde.

## Etimología
Esta especie lleva el nombre en honor a Walter Rose (1884-1964).

## Publicación original
- Hewitt, 1925: On some new species of Reptiles and Amphibians from South Africa. Record of the Albany Museum, Grahamstown, vol. 3, n.º 4, p. 343-370.[6]